# Első Emelet 3
Az Első Emelet 3 az Első Emelet együttes harmadik lemeze, amely 1986-ban jelent meg a Hungaroton kiadó gondozásában a Favorit label alatt. Az album eredetileg nagylemezen és műsoros kazettán jelent meg. 2004-ben adták ki CD-n.

## Az album dalai

### A oldal
1. Madame Pompadour - 4:00
2. Új harci dal - 2:58
3. Angyali vallomás - 3:42
4. Neurovízió - 3:50
5. 25 este New Yorkban - 3:33
6. Szépek szépe balladája - 3:51

### B oldal
1. Állj, vagy lövök! - 3:19
2. Szívedben élnék - 4:05
3. A lány körbejár - 3:27
4. Sorsvonat - 3:48
5. Emelet-induló - 3:14
6. A szerelem él - 4:18

## Közreműködők
- Kiki - ének
- Berkes Gábor - billentyűs hangszerek, ének, vokál
- Bogdán Csaba - gitár, billentyűs hangszerek, vokál
- Kisszabó Gábor - basszusgitár, gitár, vokál
- Szentmihályi Gábor - dob
- Tereh István - vokál, ütőhangszerek